# Yacimiento icnológico de Tambuc Oeste
El yacimiento icnológico de Tambuc Oeste corresponde al cretácico superior (Campaniense?), estando localizado en el término municipal de Millares (Provincia de Valencia, España)

## Descripción y datos histórico-artísticos
Las icnitas se localizan sobre estratos de calizas micríticas y calizas estromatolíticas laminadas, en disposición subhorizontal. Las calizas se disponen en bancos tabulares de potencia centimétrica a decimétrica. Presentan grietas de desecación y ripples de oleaje, indicando condiciones de exposición subaérea (ambiente de llanura de marea).
Se han cartografiado un total de 132 icnitas tridáctilas completas o fragmentarias. No se cartografía un elevado número de marcas presentes sobre el sustrato, por no ser diferenciables claramente otras marcas de disolución de la superficie del estrato.
Se identifican 109 icnitas aisladas y 19 icnitas formando parte de 6 rastros. El análisis de la orientación de las icnitas determina una dirección preferente de desplazamiento hacia el SO, con un menor porcentaje de icnitas con orientación contrapuesta.
Las huellas, por su morfología y tamaño, pueden ser atribuidas a dinosaurios terópodos y ornitópodos de talla reducida a media. Existe cierta variabilidad en tamaño y forma de las icnitas, por lo que no se descarta que hayan sido impresas por dinosaurios de diferente estado de desarrollo dentro de una población monoespecífica, o por dinosaurios de diferentes taxones. En algunos sectores del yacimiento, las huellas fueron impresas sobre un sustrato poco consolidado, lo que ha determinado morfologías redondeadas, sin detalles, por lo que no pueden ser atribuidas a ningún grupo taxonómico en particular. En otros puntos, la densidad y superposición de huellas es tan alta que se puede hablar de un proceso de dinoturbación.
Se diferencian tres morfotipos principales: huellas tridáctilas mexaxónicas con las impresiones de los dígitos individualizadas, talón agudo, en ocasiones bilobulado, dígito III más largo que los otros y dígitos II y III orientados en sentido medial, atribuibles a dinosaurios terópodos de talla media. Las huellas tridáctilas con impresiones digitales más redondeadas, de longitud equivalente, envolvente aproximadamente subcircular (anchura equivalente a la longitud de la huella) y talón redondeado, son morfologías propias de las huellas dejadas por dinosaurios ornitópodos. Un tercer morfotipo corresponde con huellas plantígradas, caracterizadas por la presencia de un talón muy desarrollado en sentido anteroposterior. Corresponden a impresiones tarsales de dinosaurios terópodos de pequeño tamaño.
Se han identificado 6 rastros, numerados desde TW-I a TW-VI, de longitudes comprendidas entre 1,35 y 3,90 metros, compuestos por un número variable de icnitas que oscila entre 3 y 6 huellas. Se presupone la existencia de icnitas en áreas del lecho del barranco cubiertas por depósitos de arenas y gravas.

## Estado de conservación
- Sustrato: las icnitas se encuentran sobre rocas calizas coherentes, sin peligro de arenización o fragmentación. Grandes fracturas transversales cruzan los afloramientos, pero no ponen en peligro la integridad de estos. La meteorización química del agua sobre la caliza ha producido la dilatación y expansión de las fracturas, y el consiguiente borrado de algunas huellas. La acción de las aguas de escorrentía, especialmente incrementado por el efecto de la carga de sedimentos, ha borrado las huellas en amplios sectores de los afloramientos.

Una gran parte de los afloramientos con huellas se encuentran cubiertos por depósitos de gravas y arenas transportadas por la corriente durante las crecidas.
- Icnitas: variable. Las icnitas se encuentran débilmente marcadas sobre las láminas más superiores de los estratos. En algunos sectores se han borrado por erosión del techo del estrato, debido a la disolución por parte del agua o por el desgaste producido por las corrientes de aguas cargadas de sedimento.